# Zamioculcas zamiifolia communis
Subespécie botânica em análise de descrição, planta muito comum como decoração em banheiros e interiores, que se difere pelas folhas ovaladas e largas.

## Distribuição
Sua distribuição natural é desconhecida, mas é bem popular em cultivo, mas é junta de outras, ou seja, Africana.

## Características morfológicas
Possui folhas largas e vistosas e visivelmente ovaladas com até 24 folhas em cada rizoma, com inflorescências de base masculina mais engrossada que de outras subespécies, com coloração amarelo forte na mesma e base feminina negro claro, com características marcantes que a determinam, junto delas os rizomas e pecíolos que engrossam com o tempo, típicos de seu grupo, que a fazem fácil de a identificar com suas folhas verde escuro brilhantes. (características observadas no holótipo).

## Variedades
Variedades são populações com características marcantes e distintas, mas que são da mesma subespécie, entre elas temos:

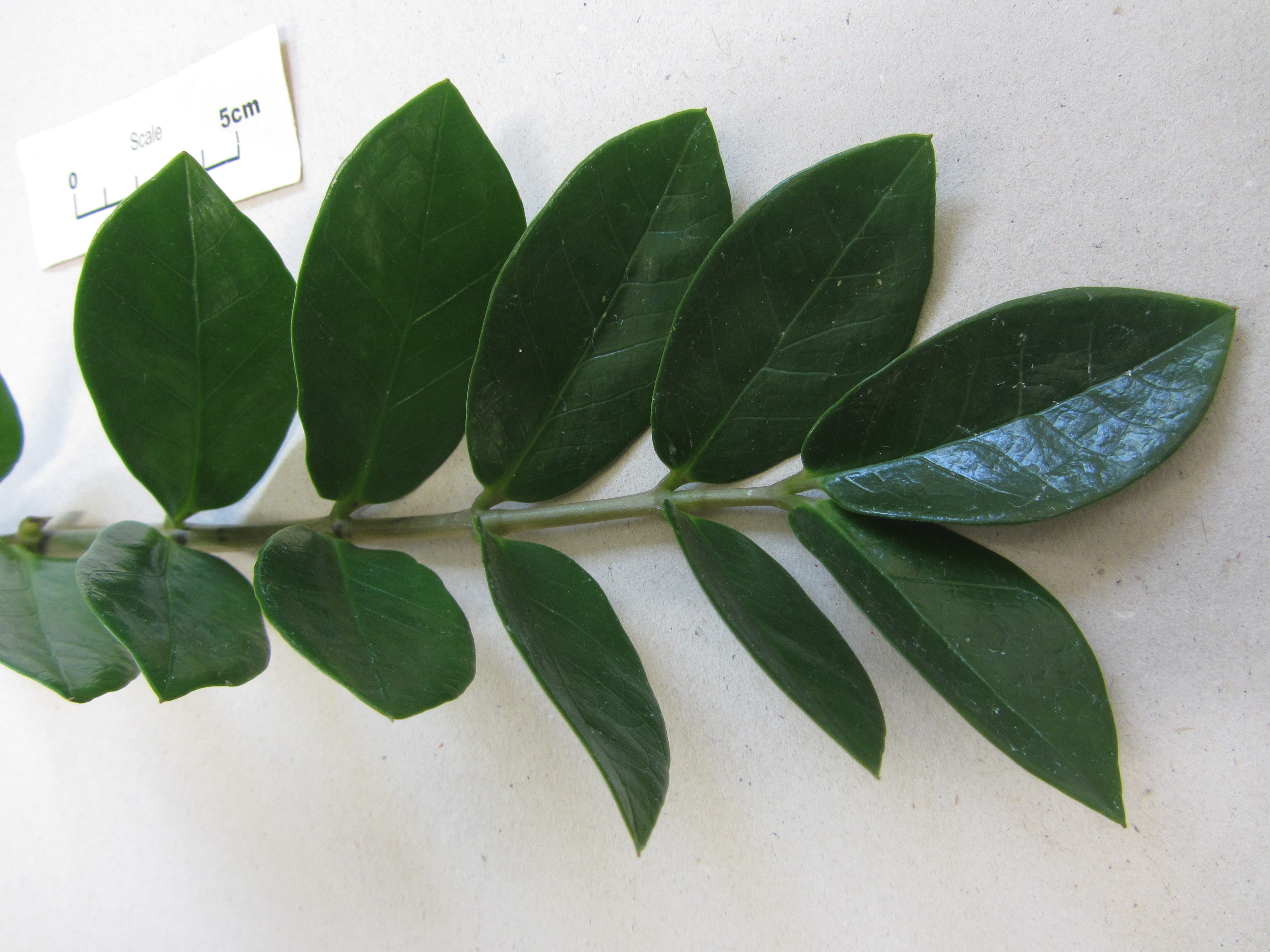
Tradicional.
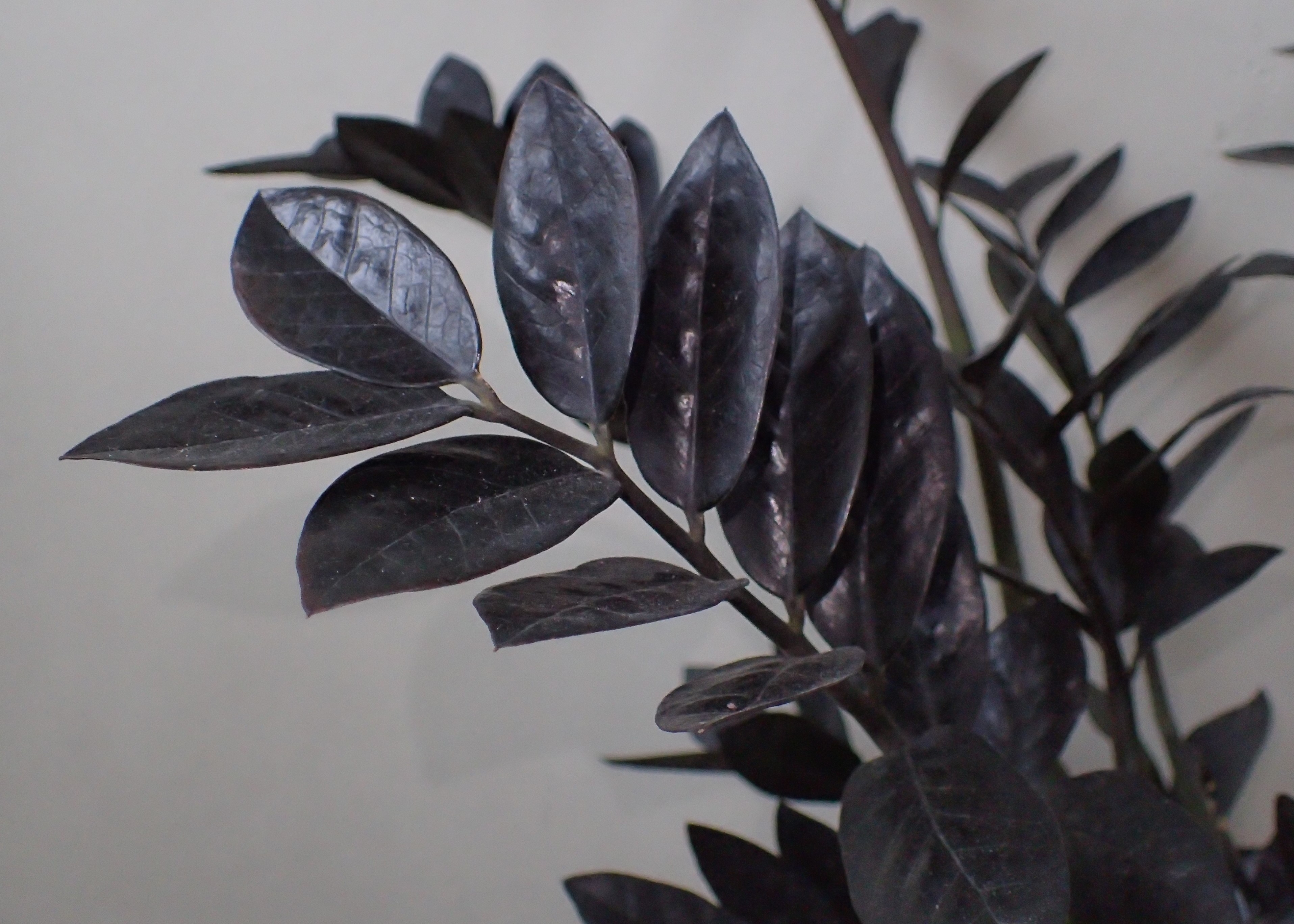
Dowon.
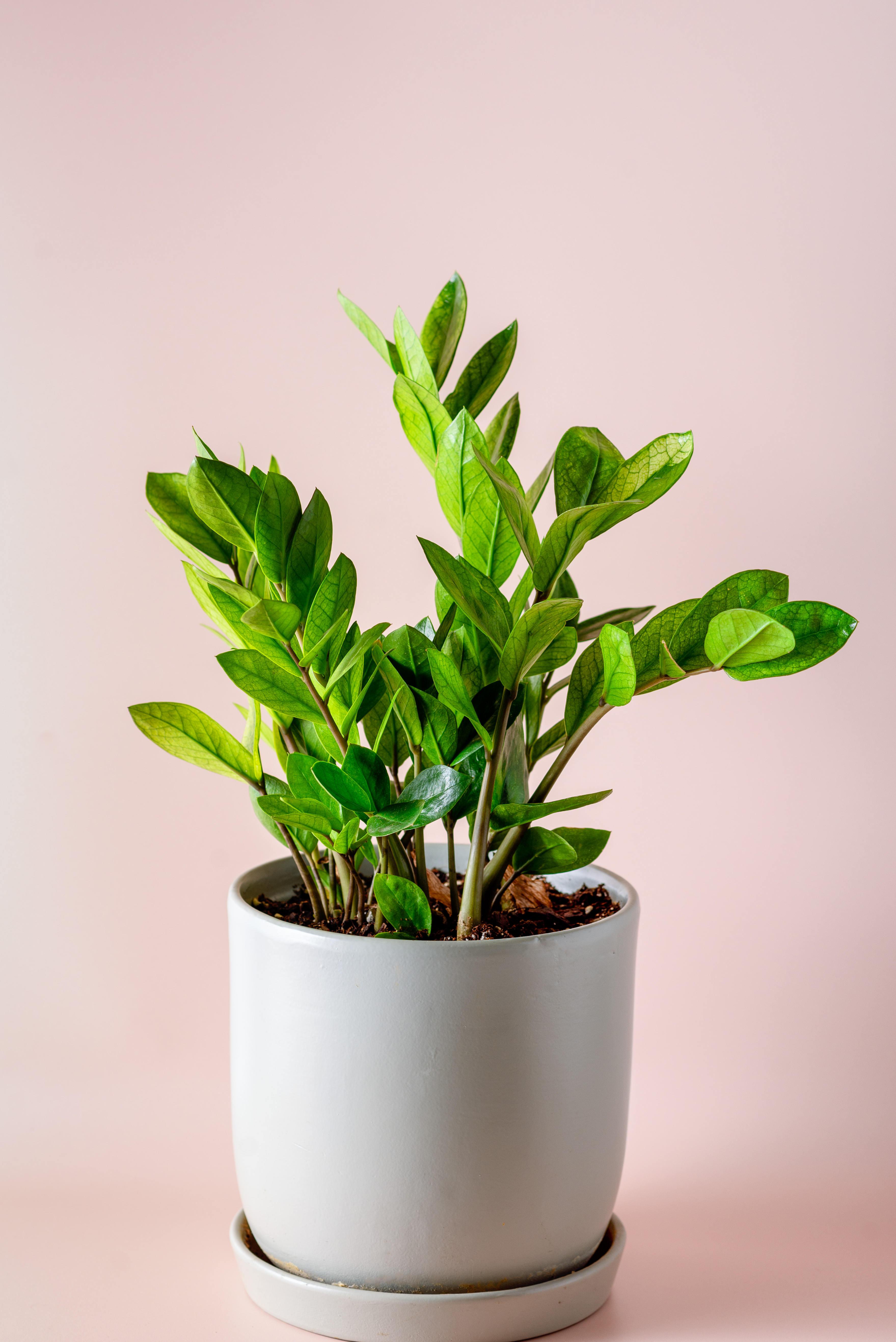
Chameleon.
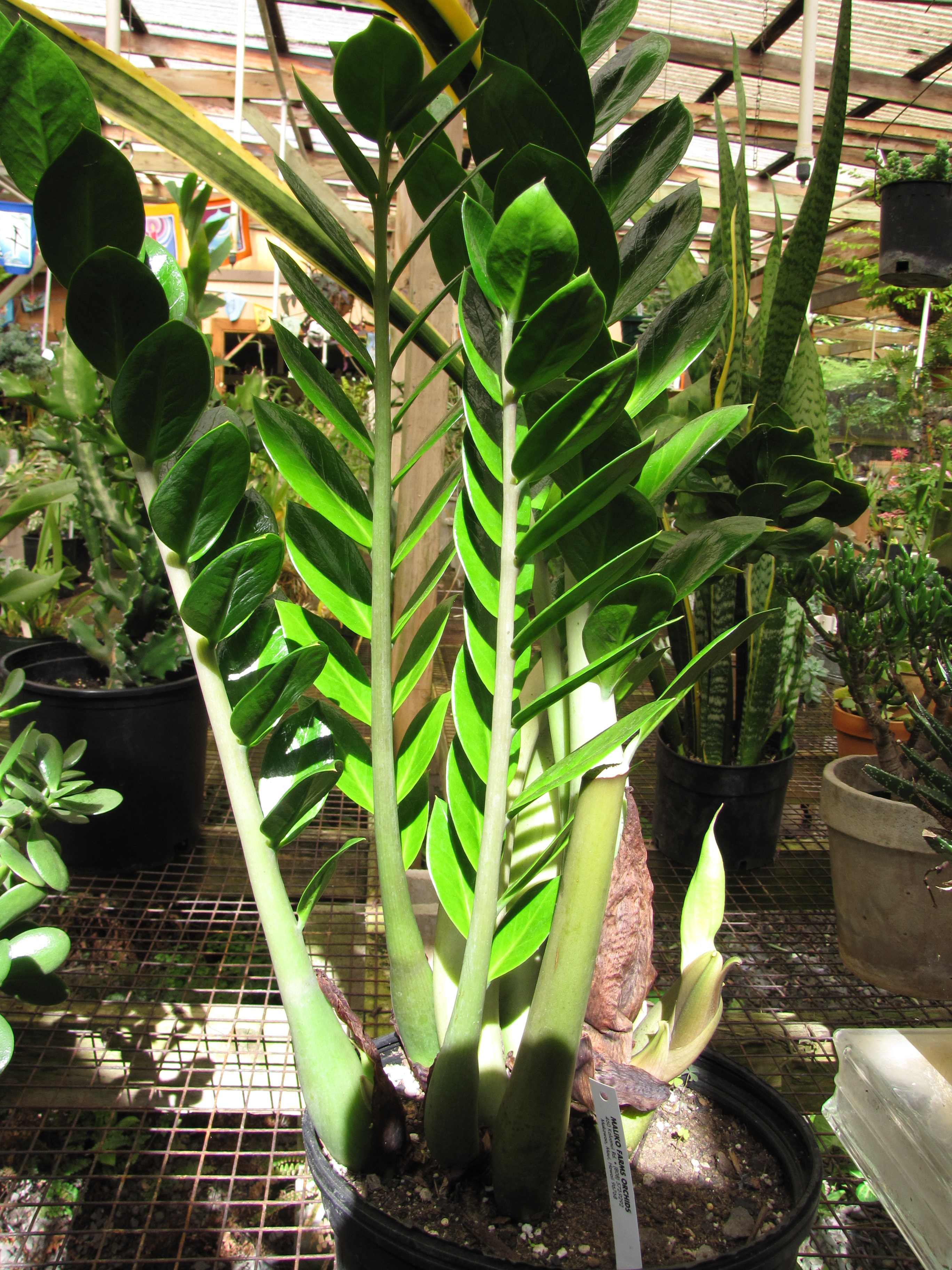
Longiphytum.

Zamioculcas zamiifolia communis Dowon.
Zamioculcas zamiifolia communis Longiphytum. (os pecíolos atingem cerca de 1 metro).
Zamioculcas zamiifolia communis Chameleon. (diferente de Zamioculcas zamiifolia laetarum).
Zamioculcas zamiifolia communis tradicional.

## Evolução
Por enquanto foi posicionada em um grupo de subespécies mais nova chamadas Majorifolia, que surgiu mais recentemente de acordo com as análises morfológicas do New Botany e Reddit.

### Zamioculcas zamiifolia communis dentro de Majorifolia
Nele essa subespécie foi posicionada como irmã de Zamioculcas zamiifolia laetarum, pois são quase idênticas, embora também seja próxima de Zamioculcas zamiifolia compacta, é pensado que elas se divergiram mais recentemente que o ramo de Majorifolia que originou Z.z compacta.